# 이용 (가수)
이용(李湧,  1957년 4월 25일 ~ )은 대한민국의 가수, 영화배우, 싱어송라이터이다.

## 주요 이력
- 그는 1957년 경기도 수원에서 출생하였고 경기도 인천에서 잠시 6년간 유년기를 보낸 적이 있고 이후 서울에서 성장한 그는 25세 시절이던 1981년 국풍81(젊은이의 가요제)로 데뷔하였다.

- 그의 부친은 육사 8기 및 보·포병학교 출신이며 1959년 대한민국 육군 중령 예편하였다.

- 그의 아들 남성(이욱)은 미국 웨스트버지니아의 마샬대학에서 성악교수를 하고 그의 딸 여성은 종로산업정보고등학교의 방송연예학과에서 교편을 잡고 있다

## 가수 활동
- 1981년에 열린 국풍 81에서 《바람이려오》로 금상을 수상하면서 데뷔, 1980년대 초반 1982년 조용필과 함께 높은 인기를 누렸다.
- 활동 당시 큰 금테 안경을 끼고 나와 폭발적인 가창력 등으로 주위를 놀라게 했다.

## 수상
- 1981년 데뷔 국풍81 가요제 대표곡 《바람이려오》 금상
- 1982년 KBS 가요대상 수상 및 MBC 10대 가수 가요제 최고인기가수상
- 1983년 KBS 가요대상 수상  MBC 10대가수 가요제 수상
- 1984년 KBS 가요대상 수상  MBC 10대 가수 가요제 10대 가수상
- 1984년 자서전 출간 《문예출판사》
- 1984년 LA 세계 가요제 은상
- 1989년 미국 내슈빌 국제가요제
- 1992년 서울 선행시민상 수상 《보육원 양로원 구치소 위문 공연》
- 1993년 환경처 장관 표창 《음악을 통한 환경 아낌 기여 공로》
- 2015년 대통령상 수상《대중문화예술 부문》

## 앨범
- 대표곡 《바람이려오》
- 1982년 1집 《잊혀진 계절》,《그렇게 쉽게 그렇게 빨리》, 《유쾌한 샐러리맨》
- 1983년 1월 《서울》
- 1983년 2집 《사랑과, 행복, 그리고 이별》, 《태양의 저편》, 《이별뒤의 이야기》
- 1984년 3집《잠들지 않는 시간》, 《첫사랑이야》, 《세월의 주인》
- 1984년 로스앤젤레스 가요제 대표곡 《미스테리 걸》
- 1988년 서울장애픽 주제가 대표곡 《코스모스 서울》
- 1988년 4집 《색바랜 벤치》
- 1990년 5집 《물망초》
- 1991년 6집 《가슴을 비워놓고》와 《추억의 편지》
- 1992년 어린이 환경 보호 대표곡 《돈주고 못사는 것》
- 1997년 7집 《세월과 사랑》
- 2003년 8집 《후회》
- 2006년 9집 《사랑의 상처》
- 2009년 10집 《추억의 편지》
- 2013년 11집 《재기와 고백》
- 2014년 12집 《눈물로 지울거예요》
- 2017년 13집 《미안해 당신》
- 2021년 14집 《자유여

## 수상

### 가요 프로그램 1위
| 연도            | 수상 내역 (총 10회) |
| --------------- | --- |
| 1982년 (총 9회) | - 바람이려오 (총 4회) - 2월 24일 KBS 《가요톱텐》 1위 - 3월 3일 KBS 《가요톱텐》 1위 - 3월 10일 KBS 《가요톱텐》 1위 - 3월 17일 KBS 《가요톱텐》 1위 (4주 연속) - 잊혀진 계절 (총 5회) - 7월 14일 KBS 《가요톱텐》 1위 - 7월 21일 KBS 《가요톱텐》 1위 - 7월 28일 KBS 《가요톱텐》 1위 - 8월 4일 KBS 《가요톱텐》 1위 - 8월 11일 KBS 《가요톱텐》 1위 (5주 연속) |
| 1984년 (총 1회) | - 첫 사랑이야 (총 1회) - 10월 28일 KBS 《가요톱텐》 1위 |

## 가수 외 활동

### 방송 활동
- KBS 1TV 《TV는 사랑을 싣고》- 게스트
- KBS 2TV 《생방송 세상의 아침》- '이용의 줌인' 리포터 활동
- KBS 1TV 《아침마당 수요일》 '그때 그 노래'
- SBS 《좋은 아침》
- 1981년 데뷔 국풍 가요제 대표곡 《바람이려오》 금상
- 1982년 MBC 10대 가요제 《잊혀진 계절》 금상
- 1983년 MBC 10대 가요제 《사랑과, 행복, 그리고 이별》 금상
- 1984년 KBS 《바람이려오》 금상
- 1984년 KBS 《이별뒤의 이야기》 금상
- 1984년 LA 세계 가요제 금상
- 1984년 미국 로스앤젤레스 대표곡 《미스테리 걸》 금상
- 1984년 MBC 10대 가요제 《잠들지 않는 시간》 은상
- 1984년 KBS 10대 가요제 《잠들지 않는 시간》 금상
- 1989년 내쉬빌 가요제 금상
- 1991년 SBS 《색바랜 벤치》 금상
- 2015년 대한민국 대중문화예술상 대통령 표창
- 2022년 유튜브 실방 '이용TV' 매일 1시간 라이브 생방송

### 라디오 방송
- 1982년 KBS 2R 《이용 남궁옥분의 "6시의 팝송"》- 진행
- 1998년 TBN  부산교통방송《이용 원미연의 명랑운전석》- 진행
- 1999년 TBN 전국교통방송 《이용 장윤정의 명랑운전석》- 진행
- 2011년 KBS 한민족 《이용의 대한민국 인기가요》- 진행
- 2014년 iFM 《행복한 10시 이용입니다》 - 진행

### 광고
| 광고주                             | 브랜드                          | 비고                                                  |
| ---------------------------------- | ------------------------------- | ----------------------------------------------------- |
| 오리온그룹                         | 초코파이 情(1982년)             |                                                       |
| 오리온그룹                         | 땅콩강정 깨강정(1982년)         |                                                       |
| 오리온그룹                         | 다이제스티브 (1983년)           |                                                       |
| 롯데제과                           | 만나샌드(1984년)                |                                                       |
| 한우자조금관리위원회, 전국한우협회 | 우리한우 (2002년)               |                                                       |
| 농림축산식품부                     | 친환경 두부 요리법 (2002년)     |                                                       |
| 초이락컨텐츠팩토리, MBC            | MBC연중캠페인 우리소리를 찾아서 | 이용편 (2019년) MBC 방송멘트.(성우 소연, 김영선 출연) |

## 학력
- 인천 축현국민학교
- 서울 수송국민학교
- 양정중학교
- 휘문고등학교
- 서울예술대학교 방송연예학과 전문학사
- 미국 템플 대학교 재즈편곡음악학과 학사

## 가수 이용의 관계
- 김태원과 김현철과 조규찬과 김경호랑 윤도현과 배기성과 엄정화랑 이소라랑 이은미랑 신효범과 관계다.